# Milou en mai
Pour les articles homonymes, voir Milou (homonymie).
Pour plus de détails, voir Fiche technique et Distribution.
Milou en mai est un film français réalisé par Louis Malle, sorti en 1990.

## Synopsis
Le film raconte une confrontation au sein d'une famille bourgeoise de province pour le partage de l'héritage autour du cadavre d'une défunte que l'on ne parvient pas à enterrer, sur fond de Mai 1968. C'est une allégorie — très ironique et mordante — des évènements de 1968, avec manifestations, des tentatives de libération sexuelle, un mariage raté, et aussi la cupidité, sur la question de savoir qui va hériter de quoi et si la maison familiale (la nation) sera sauvée.
Milou Vieuzac (Michel Piccoli) est un grand rêveur et un épicurien qui vit, dans la grande maison bourgeoise familiale située en campagne gersoise, avec sa mère, madame Vieuzac (Paulette Dubost). Un jour, alors qu'il est sorti, celle-ci meurt soudainement d'une crise cardiaque. C'est le commencement de la réunion de famille qui doit décider des modalités de l'enterrement de la mère, que l'on veille pendant que la révolte étudiante éclate à Paris. La défunte est alors devenue l'« âme » de la famille et de la maison sur fond de crise, de règlements de comptes, alors que dehors le monde change brutalement. Avec la grève générale, l'enterrement n’est pas facilité, exacerbant les tensions et les peurs, les comportements irrationnels et loufoques.

## Fiche technique
- Titre : Milou en mai
- Réalisation : Louis Malle
- Scénario : Jean-Claude Carrière et Louis Malle
- Production : Louis Malle et Vincent Malle
- Musique : Stéphane Grappelli, Wolfgang Amadeus Mozart, Claude Debussy
- Photographie : Renato Berta
- Montage : Emmanuelle Castro
- Directrice de casting : Jeanne Biras
- Son : Jean-Claude Laureux
- Décors : Willy Holt et Philippe Turlure
- Costumes : Catherine Leterrier
- Pays de production :  France,  Italie
- Format : Couleurs - 1,85:1 - Dolby - 35 mm
- Genre : comédie
- Sociétés de production : 
  -  France : TF1 Films Production
  -  Italie : Ellipi Films
- Durée : 107 minutes
- Dates de sortie :  
  - France : 24 janvier 1990[1],[2],[3],[4],[5],[6],[7],[8] (le 17 janvier 1990 d'après le site CNC.fr[9])
  - Belgique : 22 février 1990 (Gand)

## Distribution
- Paulette Dubost : Mme Vieuzac, mère de Milou
- Michel Piccoli : Milou
- Miou-Miou : Camille, fille de Milou
- Michel Duchaussoy : Georges, frère de Milou
- Dominique Blanc : Claire
- Bruno Carette : Grimaldi
- Harriet Walter : Lily, belle-sœur de Milou
- Martine Gautier : Adèle, servante et amante de Milou
- Rozenn Le Tallec : Marie-Laure
- Jeanne Herry (fille de Miou-Miou : créditée Jeanne Herry-Leclerc) : Françoise, fille de Camille
- Renaud Danner : Pierre-Alain
- François Berléand : Daniel
- Valérie Lemercier : Mme Boutelleau
- Étienne Draber : M. Boutelleau

## Production

### Tournage
Le tournage se déroule du 25 mai au 18 août 1989. La bâtisse est le château du Calaoué, dans le Gers.
Il s’agit de la première apparition au cinéma de Valérie Lemercier, dans le rôle de Mme Boutelleau.
Stéphane Paoli est la voix à la radio Europe 1 : il interprète le journaliste Jacques Paoli, qui est son propre père.
Le rôle de la petite Françoise, fille de Camille, est joué par la propre fille de Miou-Miou (et du chanteur Julien Clerc) : Jeanne Herry.
Ce film est le dernier film dans lequel tourne Bruno Carette qui meurt quelques mois plus tard, le 8 décembre 1989, d’une leucoencéphalite foudroyante.

### Musique
Les personnages, dans une scène endiablée, chantent la chanson de Georges Milton, La Fille du bédouin.
D'après le générique de Milou en mai, les musiciens rassemblés autour de Stéphane Grappelli en 1989 sont Marc Fosset, Maurice Vander, Martin Taylor, Jack Sewing, Pierre Gossez et Marcel Azzola. Ils enregistrent la bande originale du film au studio Grande Armée.

## Distinctions
- Prix David di Donatello de l'Académie du cinéma italien du meilleur réalisateur étranger en 1990.
- Nomination au prix du meilleur film étranger, lors des BAFTA Awards en 1991.
- César du meilleur second rôle féminin (Dominique Blanc) et nomination au César du meilleur acteur (Michel Piccoli), meilleure actrice (Miou-Miou) et meilleur second rôle masculin (Michel Duchaussoy) en 1991.